# Wickie de Viking

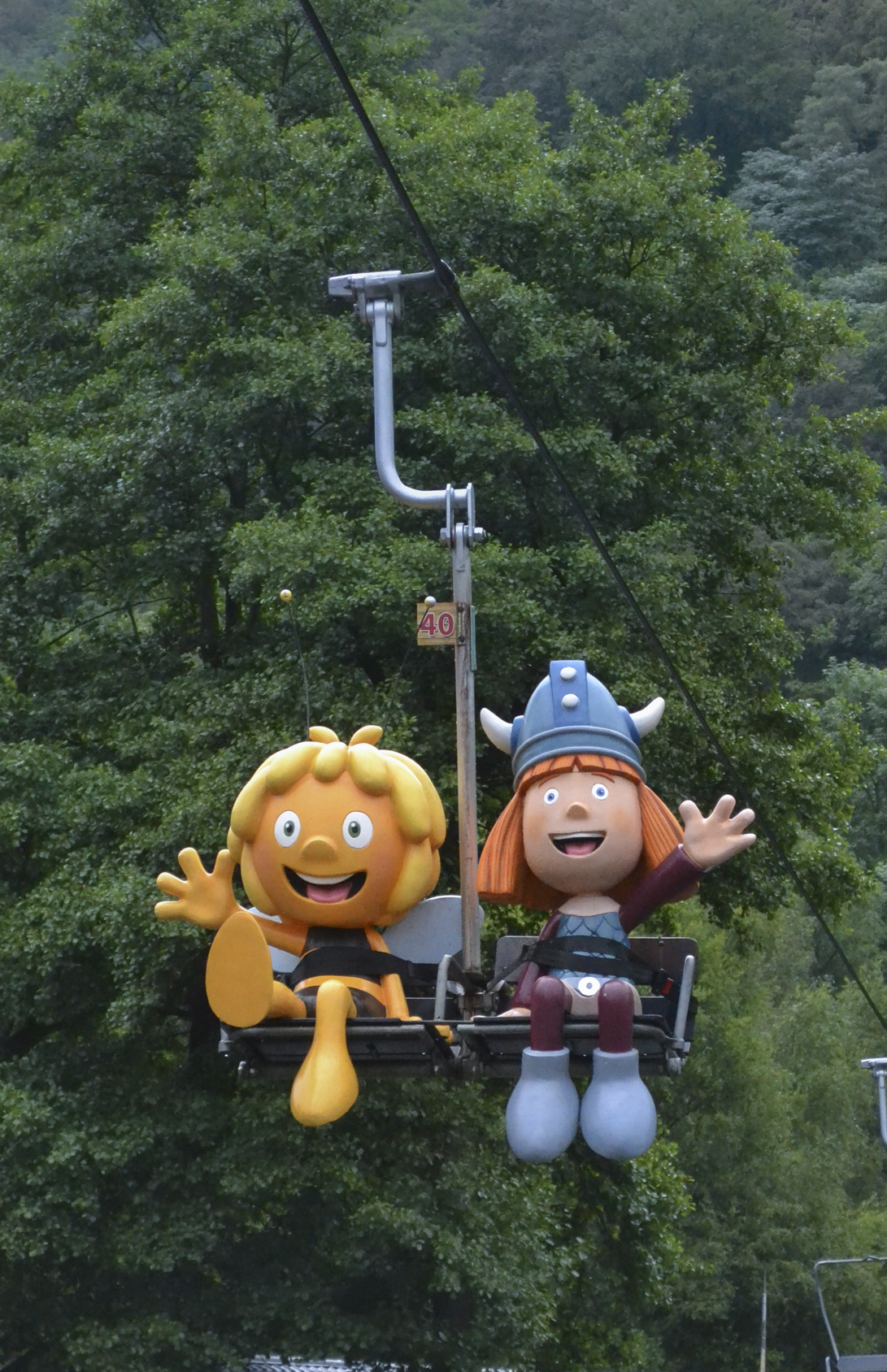
Wickie de Viking (rechts) en Maja de Bij op de zetellift in Plopsaland Ardennes

Wickie de Viking is het hoofdpersonage van het in 1963 verschenen kinderboek Vicke Viking van de Zweedse schrijver Runer Jonsson. Jonsson bracht in totaal zeven boeken uit over het slimme Vikingjongetje. De boeken werden in verschillende talen vertaald en werden een groot succes in onder andere Duitsland. In 1974 kwam voor het eerst de animatiereeks gebaseerd op het figuurtje en de boeken van Jonsson op de televisie. Sinds 2008 is het Belgische bedrijf Studio 100 eigenaar van de rechten van Wickie de Viking.

## Geschiedenis
In 1963 verscheen Wickie de Viking voor het eerst in Vicke Viking, een kinderboek van de Zweedse schrijver Runer Jonsson. Het figuurtje en zijn avonturen sloeg aan, en al snel werd het boek in verschillende talen in andere landen uitgegeven. Tussen 1963 en 1994 schreef Jonsson zeven boeken over de avonturen van het slimme Vikingjongetje. Vanwege het succes van de boeken werd in 1972 gestart met de productie van een animatieserie bij Zuiyo Enterprise Company in Japan. De serie was, net zoals de boeken, een groot succes in Europa.
In 2008 kwamen de rechten op Wickie de Viking, door de overname van E.M. Entertainment, in handen van het Belgische bedrijf Studio 100, dat in 2013 een vernieuwde animatiereeks lanceerde. De reeks werd ditmaal geproduceerd door Studio 100 Animation in Frankrijk en Flying Bark Productions in Australië.
In 2009 verscheen de allereerste live-actionfilm, geproduceerd door Constantin Film. Twee jaar later verscheen het vervolg op deze film, wederom door Constantin Film geproduceerd.

## Boekenreeks
Wickie de Viking (oorspronkelijke titel: Vicke Viking) is een 7-delige boekenreeks van de Zweedse auteur Runer Jonsson. De boeken, die zich afspelen in het Vikingtijdperk, zijn geïnspireerd door IJslandse sagen. De boekenreeks werd in verschillende talen vertaald, met als succesvolste vertaling de Duitse.

## Animatiereeksen

### Tekenfilmserie uit 1974
Wickie de Viking is een Japans-Duits-Oostenrijkse tekenfilmserie uit 1974, geproduceerd door Zuiyo Enterprise Company voor het Duitse ZDF en het Oostenrijkse ORF.

### Computeranimatie uit 2013
Wickie de Viking is een Frans-Australische computeranimatiereeks uit 2013, geproduceerd door Studio 100 Animation en Flying Bark Productions.

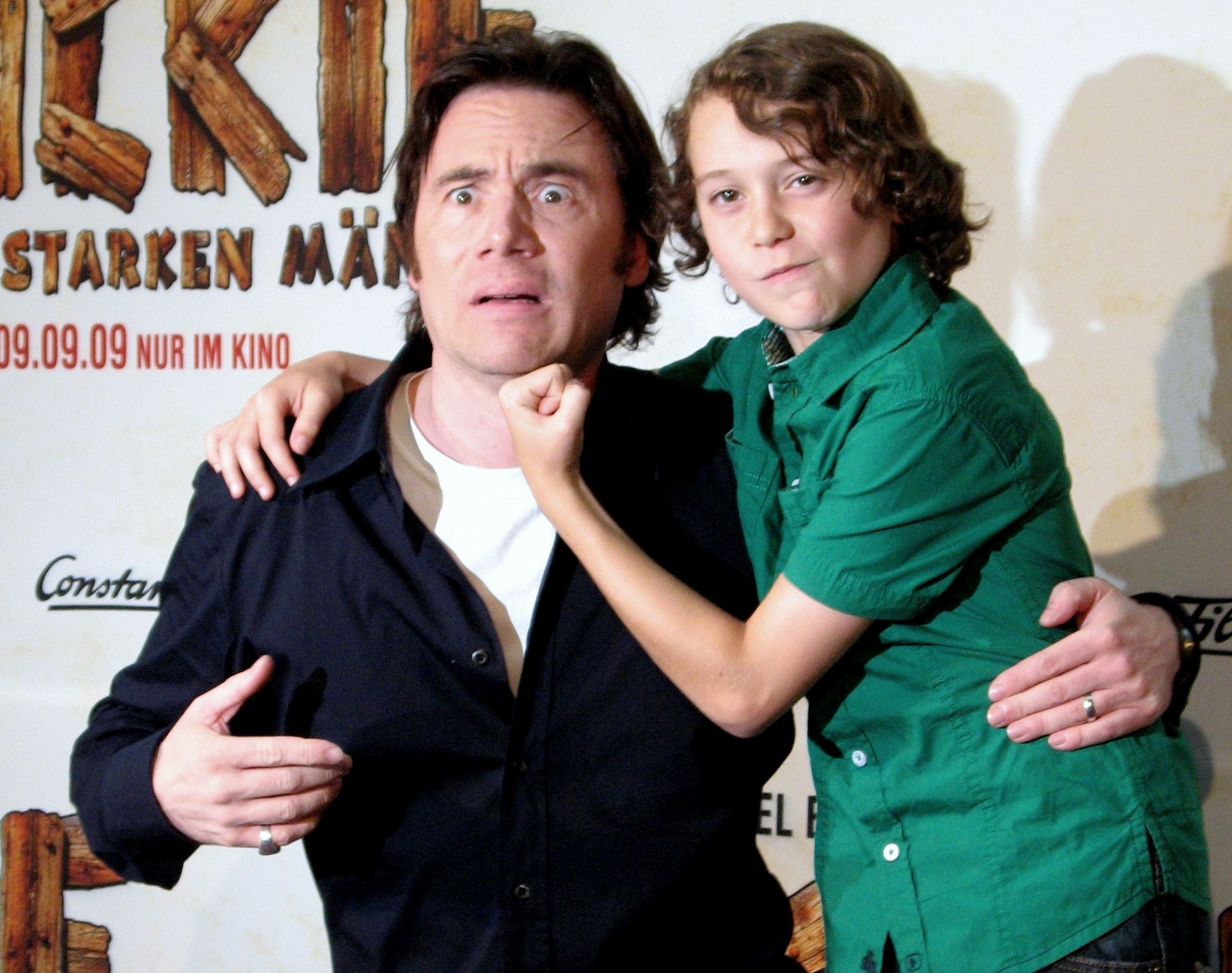
Michael Herbig en Jonas Hämmerle op de première van de Wickie de Viking-film

## Films
In 2009 en 2011 verschenen twee live-actionfilms rond de avonturen van Wickie. De films werden geproduceerd door Constantin Film. Jonas Hämmerle nam in beide films de hoofdrol voor zijn rekening.

### Wickie de Viking (2009)
Wickie de Viking (originele titel: Wickie und die starken Männer) is een Duitse live-actionfilm uit 2009.

### Wickie en de schat van de goden (2011)
Wickie en de schat van de goden (originele titel: Wickie auf großer Fahrt) is een Duitse live-actionfilm uit 2011.

## Andere media

### Musical
Op 6 april 2015 ging in het Plopsa Theater een musical rond Wickie de Viking in première. Na een tournee door Vlaanderen trok de musical een aantal maanden later naar Nederland. In het najaar van 2016 trok een Duitstalige versie van de musical langs de grote Duitse steden.